# Louie Vito
Louie Vito (né le 20 mars 1988 à Columbus dans l'Ohio aux États-Unis) est un snowboardeur américain professionnel. 
Il remporta la 5e place à l'épreuve de half-pipe de Snowboard aux Jeux olympiques d'hiver de 2010.
Le 18 mars 2011, il remporte l'épreuve de superpipe lors de l'édition européenne des X-Games, à Tignes.